# Sternotomis pulchra
Sternotomis pulchra es una especie de escarabajo longicornio del género Sternotomis, subfamilia Lamiinae. Fue descrita científicamente por Drury en 1773.
Se distribuye por República Democrática del Congo, Níger, Guinea-Bisáu, Ruanda, Senegal, Sierra Leona, Sudán, Togo, Nigeria, Mali, Burkina Faso, Camerún, República Centroafricana, Liberia, Benín, Guinea Ecuatorial, Gabón, Gambia y Ghana. Posee una longitud corporal de 15-24 milímetros. El período de vuelo de esta especie ocurre en los meses de febrero, marzo, abril, mayo, junio y julio, octubre, noviembre y diciembre.
Parte de su alimentación se compone de plantas de las familias Anacardiaceae, Euphorbiaceae y Podocarpaceae, las subfamilias Caesalpinioideae, entre otras.

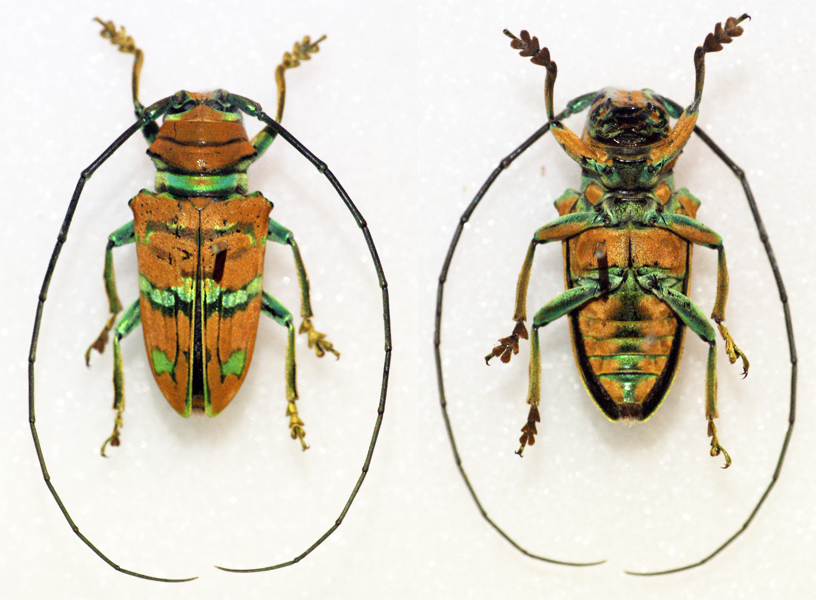
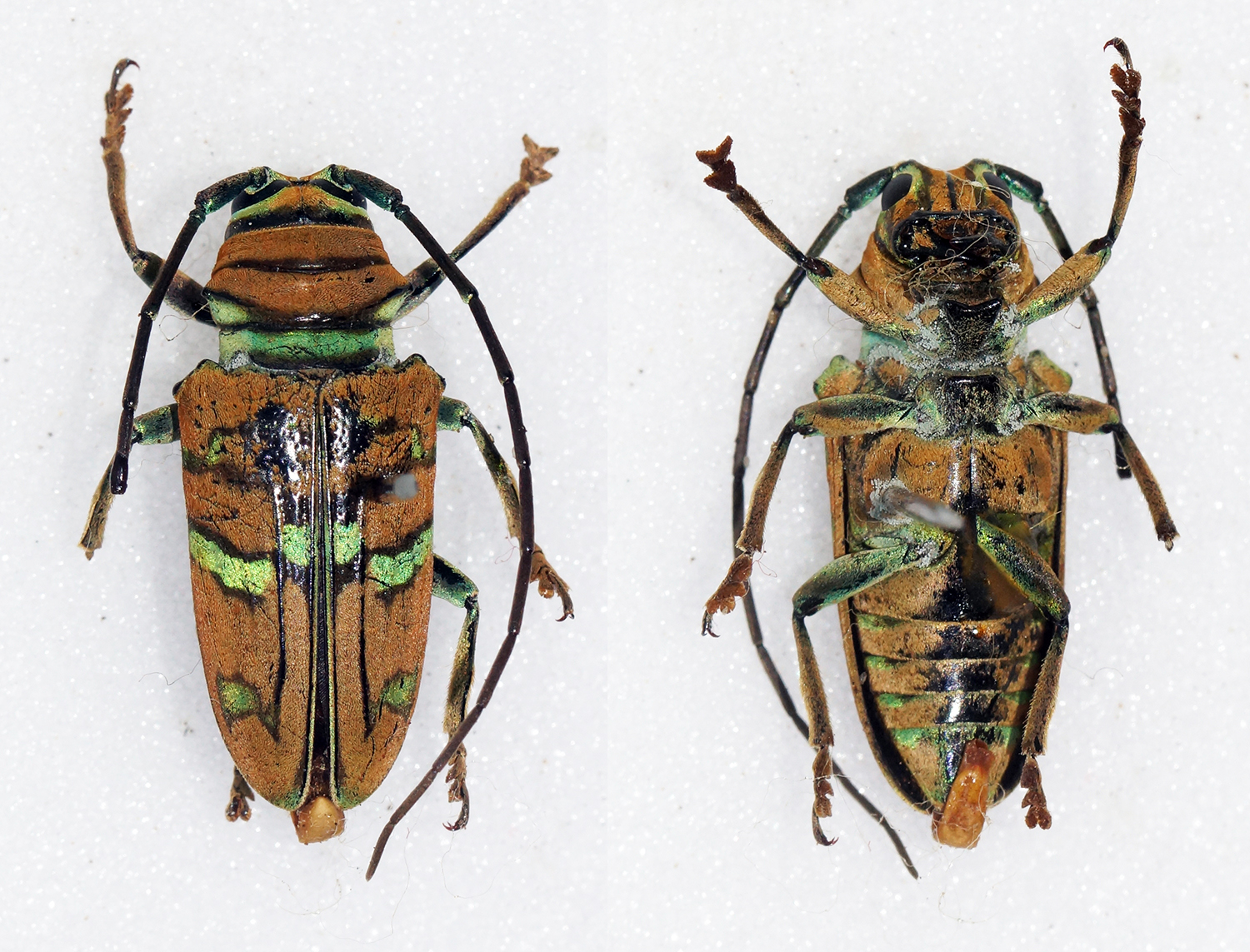
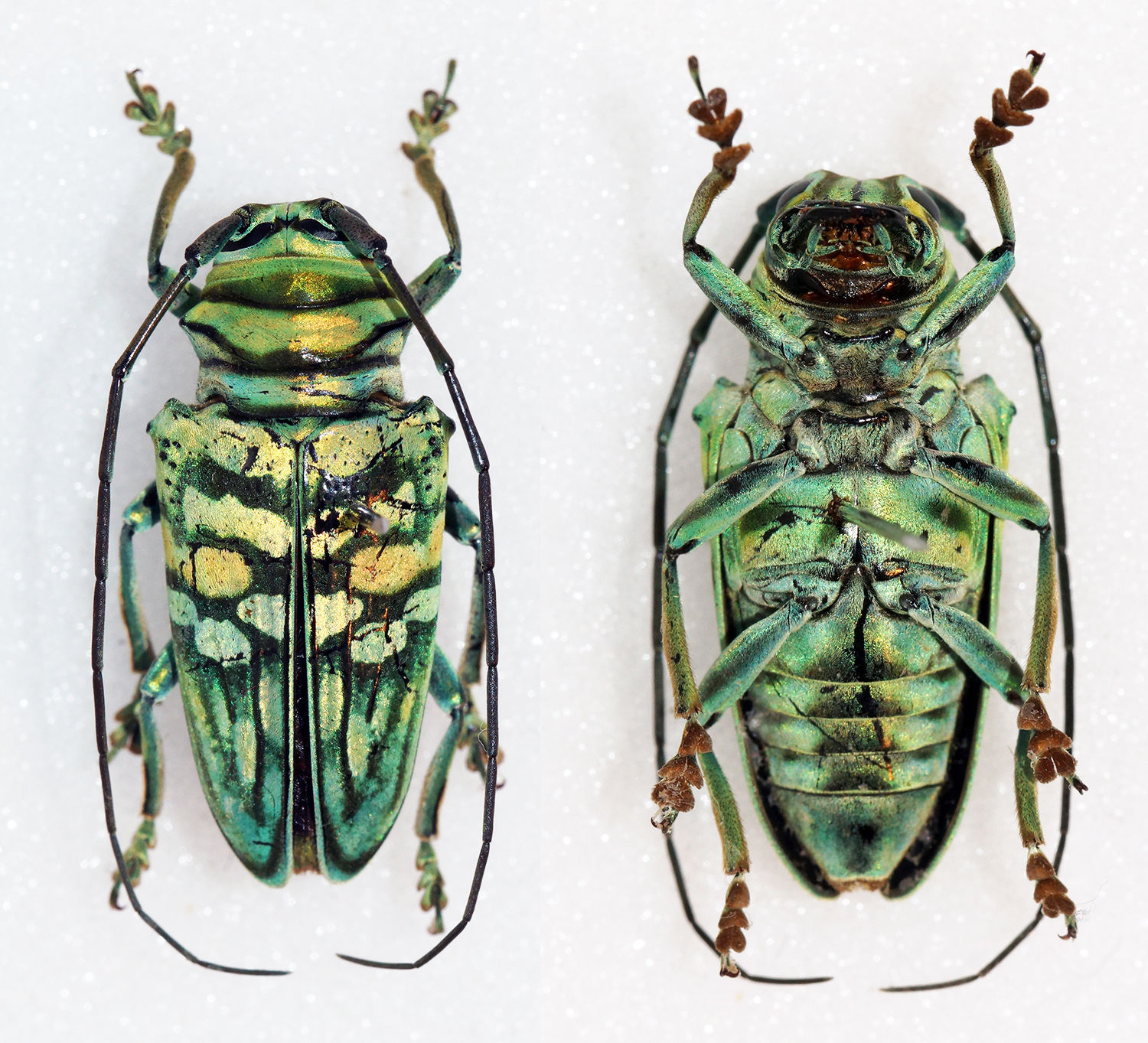
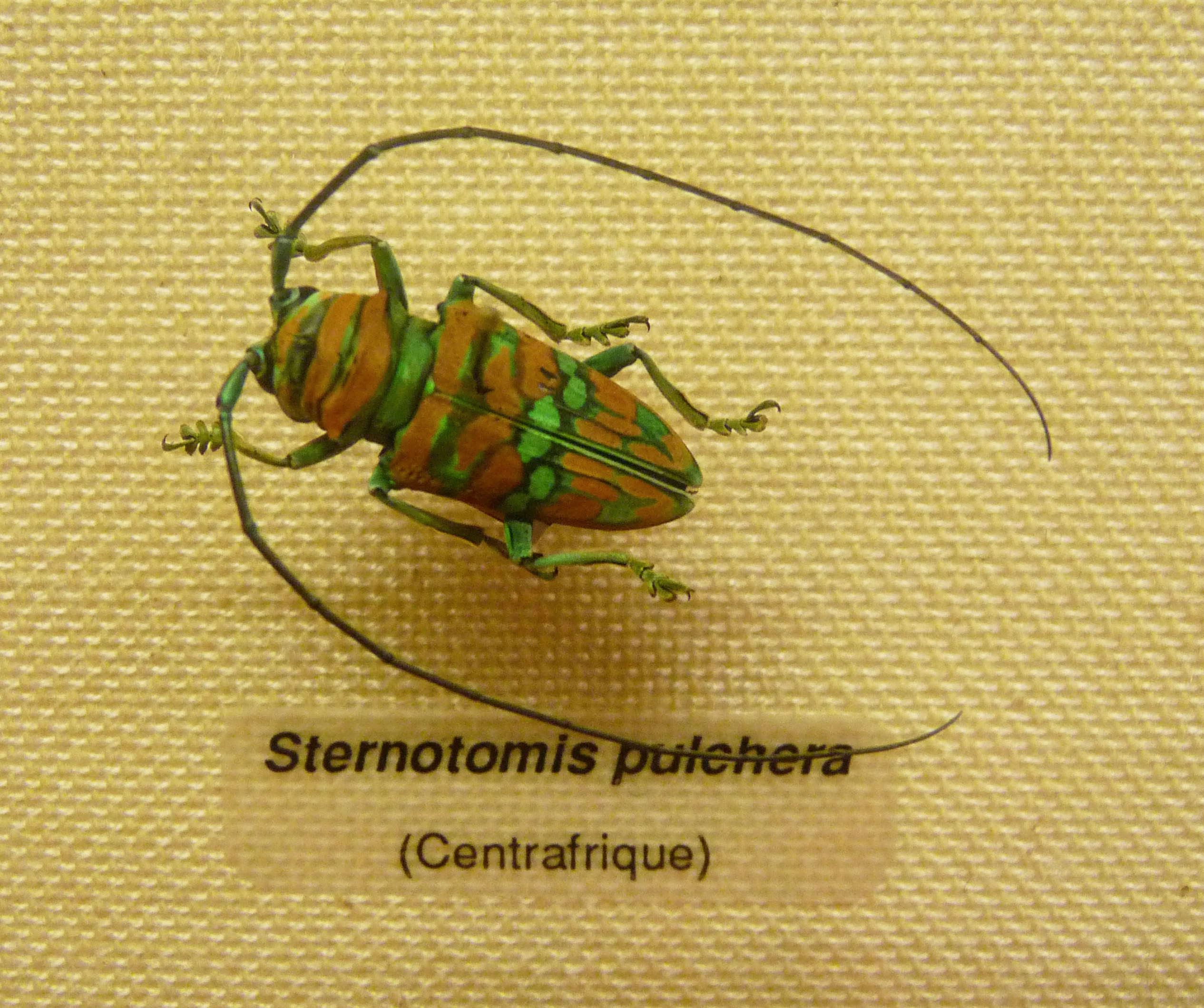